# 織田信吉
織田 信吉（おだ のぶよし）は、安土桃山時代から江戸時代初期にかけての武将。官位は従五位下・武蔵守。

## 生涯
天正元年（1573年）、織田信長の八男として誕生。七男の織田信高（諸説あり）・六女の於振と同じく母は興雲院（お鍋の方）。幼名は酌。『織田家雑録』に「ナベニハ酌子ガソフモノトナリテ酌ト名ツケ玉フ」とあり、その名は母のお鍋の方の「鍋」になぞらえて付けられたという。『小倉氏采地折紙寫并雑記』（東京大学所蔵史料）によると「信吉 少名 酌 長丸 織田武蔵守 剃髪後号道卜」とされ、幼名は長丸であった可能性もある。これと関連して、大徳寺において営まれた信長の葬儀において、信長の位牌を持った「相公第八男御長丸」は、信吉であるとする研究もある。織田信高は同母兄という説が一般的であるが、当時の一次史料からは確認できず、異説もある。
本能寺の変後、母の興雲院と共に小倉にて暮らしていたが、天正11年（1583年）に羽柴秀吉から召し出されて羽柴姓と武蔵守の官、近江国神崎郡高野村や犬上郡宇尾村に2000石の所領を賜り、羽柴武蔵守と名乗って高野に館を構えた。
豊臣家における役職は不明。 『近江輿地志略』や『淡海温故録』によると、禄高は2万石ともいうが、慶長4年（1599年）12月、豊臣政権の大老から近江国内で2000石の所領安堵の朱印状を交付されており、2000石が正しいと思われる。
慶長5年（1600年）の関ヶ原の戦いでは西軍につき、弟の織田長次と共に平塚為広勢に加わり、兵500で大谷吉継隊の前備えをなした。9月15日の本戦では主将大谷吉継以下平塚為広・織田長次ら同陣した諸将は討ち死にしたものの、信吉は戦場を離脱に成功した。戦後に改易となり、豊臣家を頼り、大坂城下で暮らす。また、晩年は京都で暮らした。この間に剃髪して道卜と号した。
慶長20年（1615年）4月18日、京都にて死去。享年43。法名は小曄院殿雲厳道卜。

## 系譜
子女は1男1女。
- 父：織田信長
- 母：興雲院 - お鍋の方
- 妻：不詳
  - 男子：左馬介沙弥了甫（良甫）
  - 女子：竹森清左衛門室

息子の了甫（良甫、左馬介、1602年 - 1665年）は僧、娘は紀州徳川家の侍女や竹森清左衛門の妻となった。了甫には織田吉伯・織田千栄・秀詠・織田吉雄の男子があり、秀詠は出家し、千栄・吉雄は京極高国の家臣になっている。子孫は水戸に移住し、津田姓を名乗った。大徳寺塔頭総見院にある信吉の墓石には「水戸津田家先祖」と刻字されている。